# 阿爾貝什蒂德穆斯切爾鄉
45°19′N 25°00′E / 45.317°N 25.000°E

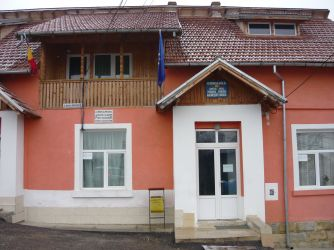
阿爾貝什蒂德穆斯切爾鄉

阿爾貝什蒂德穆斯切爾鄉（羅馬尼亞語：Comuna Albeștii de Muscel, Argeș），是羅馬尼亞的鄉份，位於該國中南部，由阿爾傑什縣負責管轄，面積123平方公里，海拔高度730米，2009年人口1,497，人口密度每平方公里12人。